# Bertil Göransson
Göte Bertil Göransson, född den 5 mars 1933 i Fru Alstad, Malmöhus län, död 28 juni 1999, var en svensk socialdemokratisk politiker. Han var landshövding i Malmöhus län 1984-1993.
Göransson tog socionomexamen 1959 och började arbeta som assistent vid en ungdomsvårdsskola 1960. Han var rektor för Råby yrkesskola 1964-1970. Han var landstingsråd 1970-1984, och sakkunnig vid Socialdepartementet 1974-1976. Han var därefter landshövding i Malmöhus län 1984-1993.
Göransson var ordförande för Systembolaget AB från 1984 till 1999. Han var ordförande för Statens medicinsk-etiska råd från 15 mars 1985 till 29 juni 1986. Han utsågs till medicine hedersdoktor 1988 och odontologie hedersdoktor 1989.